# Campo Federico Mulas
El campo Federico Mulas es un estadio de fútbol de España de la localidad de Moreda, en el concejo asturiano de Aller, donde juega el Santiago de Aller Club de Fútbol. Inaugurado el 2 de julio de 1952, tiene capacidad para 700 espectadores y es propiedad del propio equipo. El terreno de juego es de hierba natural. Anteriormente denominado López Dóriga.